# Petra Steger
Petra Steger (ur. 4 października 1987 w Wiedniu) – austriacka polityk i koszykarka, wielokrotna mistrzyni kraju, działaczka Wolnościowej Partii Austrii (FPÖ), posłanka do Rady Narodowej, deputowana do Parlamentu Europejskiego X kadencji.

## Życiorys
Córka polityka Norberta Stegera, w latach 1980–1986 przewodniczącego FPÖ.
Profesjonalna koszykarka, w trakcie kariery sportowej grała na pozycji rzucającego obrońcy. W 2003 została zawodniczką wiedeńskiej drużyny Flying-Foxes SVS Post, w której objęła funkcję kapitana. Wielokrotnie zdobywała z drużyną m.in. mistrzostwo najwyższego poziomu rozgrywek (AWBL), trzykrotnie wyróżniana tytułem MVP.
W 2005 zdała egzamin maturalny, w 2006 podjęła studia na Uniwersytecie Ekonomicznym w Wiedniu. W 2008 dołączyła do wiedeńskich struktur Wolnościowej Partii Austrii. W 2013 objęła funkcję rzeczniczki partii do spraw sportu i młodzieży. W wyborach w tym samym roku po raz pierwszy została wybrana do Rady Narodowej, reelekcję do niższej izby austriackiego parlamentu uzyskała następnie w 2017.
W 2019 uzyskała możliwość objęcia mandatu w Parlamencie Europejskim IX kadencji, gdy Heinz-Christian Strache przed rozpoczęciem kadencji zrezygnował z objęcia uzyskanego przez siebie mandatu; zdecydowała się jednak pozostać posłanką do Rady Narodowej. Utrzymała mandat deputowanej w przedterminowych wyborach w tym samym roku. Ponownie kandydowała do PE w wyborach w 2024, uzyskując wówczas wybór na eurodeputowaną X kadencji.